# Korsspråklig symmetrisk homonymi
Korsspråklig symmetrisk homonymi, även kallad superhomonymi, är ett lingvistiskt fenomen där ett par eller flera ord är homonyma (det vill säga har samma stavning eller uttal men olika betydelser) i ett språk, och där deras direkta motsvarigheter i ett annat språk också är homonyma på samma sätt. Fenomenet innebär att samma ordform bär flera betydelser parallellt i båda språken, vilket skapar en symmetri över språkgränser.

## Definition
Homonymer är ord som har samma stavning eller uttal men olika betydelser. Korsspråklig symmetrisk homonymi avser situationer där ett ordpar eller fler är homonyma i ett språk, och deras motsvarigheter i ett annat språk också är homonyma, med samma stavning eller uttal. Detta skapar en särskild form av lingvistisk parallellitet och kan ses som en typ av språklig konvergens eller kognitiv korrespondens.
Fenomenet kan av naturliga själ förekomma särskilt mellan språk som har gemensamt ursprung eller nära historisk kontakt, såsom svenska och engelska.

### Exempel
- såg / saw   Svenska: såg (verb, preteritum av "se") och såg (substantiv, verktyg)[2]   Engelska: saw (preteritum av "see") och saw (verktyg)
- bank / bank   Svenska: bank (finansiell institution) och bank (strand eller undervattensgrund)[3]   Engelska: bank (finansiell institution) och bank (strand, vall eller flodbank)

- (ev.) arm / arm   Svenska: arm (kroppsdel) och arm (långsmal utskjutande del, t.ex. en gren)[4]   Engelska: arm (kroppsdel) och arm (utskjutande del, t.ex. en gren)

## Terminologi
Begreppet korsspråklig symmetrisk homonymi är en nyskapad term för att beskriva detta fenomen, med det kortare och mer informella namnet superhomonymi som ett alternativ.